# Kiel (Antwerpen)
Kiel ist ein Stadtteil der belgischen Stadt Antwerpen. Unter dem Einfluss von der durch Norbert von Gennep 1124 gegründete Prämonstratenserabtei St. Michael, wurde das Gebiet südlich des Kyle (Dieser Kiel wurde später Sint-Jansvliet genannt) 1246 von Antwerpen abgetrennt und kam als Herrschaft unter die Verwaltung der bereits erwähnten Abtei St. Michael. Das Gebiet erstreckte sich vom oben genannten Vliet entlang der Schelde bis nach Bernescot (Beerschot), wo es an die späteren Bezirke Hoboken und Wilrijk grenzte. Einige Jahrhunderte später, im Mittelalter, etwa zwischen 1295 und 1314, wurde der nördliche Teil der Herrschaft Kiel (mit der heutigen Pfarrgemeinde St. Andreas) an die expandierende Stadt Antwerpen verkauft. Der Grundherr von Kiel, der Abt der Abtei St. Michael, verwaltete seine Herrschaft jedoch weiterhin von der heutigen Antwerpener Kloosterstraat aus, bis der Prälaatshof in der heutigen Wittestraat zum neuen Verwaltungszentrum wurde. 1540 kam Kiel zurück bei Antwerpen. In der spanischen Ära verlor Kiel das Gelände der unter Alba nach 1567 erbauten Zitadelle von Antwerpen.

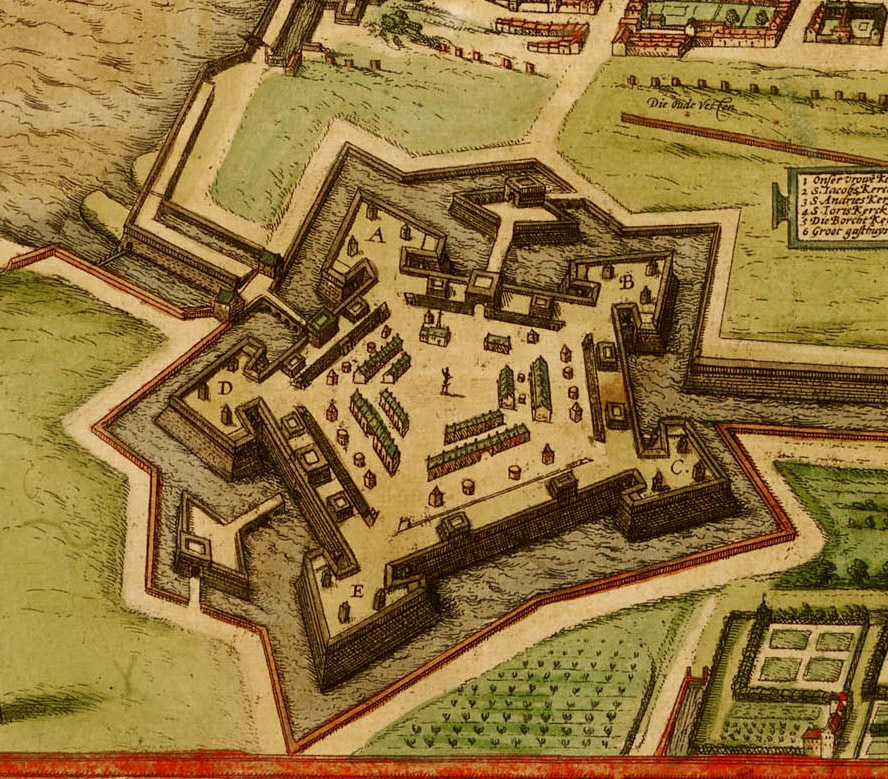
Die ab 1567 erbauten Zitadelle auf die Grenze von Antwerpen und Kiel.

Zu Beginn des 16. Jahrhunderts herrschte Unzufriedenheit mit der Politik der Abtei St. Michael, so dass sich ein Teil der Prämonstratenser dazu entschloss, die Abtei zu verlassen, um sich stärker auf den augustinischen Kern der Prämonstratenserherrschaft und Pfarrpflege zu konzentrieren. Sie wurden Augustinermönchen. 1511 konkurrierte das neue Augustinerkloster St. Andreas von hier aus mit der Abtei St. Michael. Im Jahr 1522 beschlossen diese Augustiner, die neue Lehre ihres Bruders Martin Luther zu übernehmen und diese Lehre des Luthertums auch auf Kiel zu verbreiten. Gouverneurin Margarete von Österreich, die sie zunächst unterstützt hatte, war damit nicht zufrieden und als Strafe wurden die Augustiner aus Antwerpen verbannt. Zwei von ihnen (Hendrik Vos und Johannes van Esschen), die 1523 in Brüssel hartnäckig an den protestantischen Lehren Luthers festhielten wurden als Ketzer in Brüssel verbrannt und ihr Kloster wurde zerstört. Die neu erbaute St.-Andreas-Kirche, die im Namen Margarete von Österreich und in Erinnerung an die Burgunderzeit nach der Schutzpatronin des Haus Burgund benannt wurde, durfte als Pfarrkirche bestehen bleiben. Während der Reformation im 16. Jahrhundert wurden auf Kiel Heckenpredigten von Lutheranern gehalten. Die Calvinisten hielten diese zuvor in Berchem und Deurne ab. Im Jahr 1566 bestand die Hälfte (50 %) der christlichen Bevölkerung Antwerpens aus Katholiken, ein Drittel (33 %) aus Reformierten und die restlichen 17 % aus Lutheranern. Am 20. August 1566 brach in Antwerpen der Reformatorische Bildersturm aus und zerstörte die Innenräume vieler Kirchen. Wie viele Antwerpener Stadtteile wird Kiel durch den Achtzigjähriger Krieg (1568–1648) weitgehend zerstört. Im Jahr 1870 wurde am Kielkerkhof (damals Friedhof heute Kielpark) eine neue St. Katharinakirche gebaut. 1920 war Antwerpen die erste und bisher einzige belgische Stadt, die die Olympischen Spiele organisierte. Zu diesem Zweck wird im Stadtteil Kiel das Olympiastadion gebaut. Viele Straßennamen rund um das (heutige) Beerschot-Stadion beziehen sich daher immer noch auf Sport.

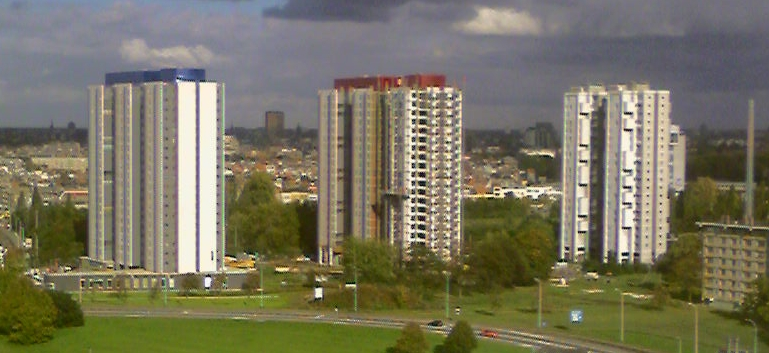
Silvertoptorens
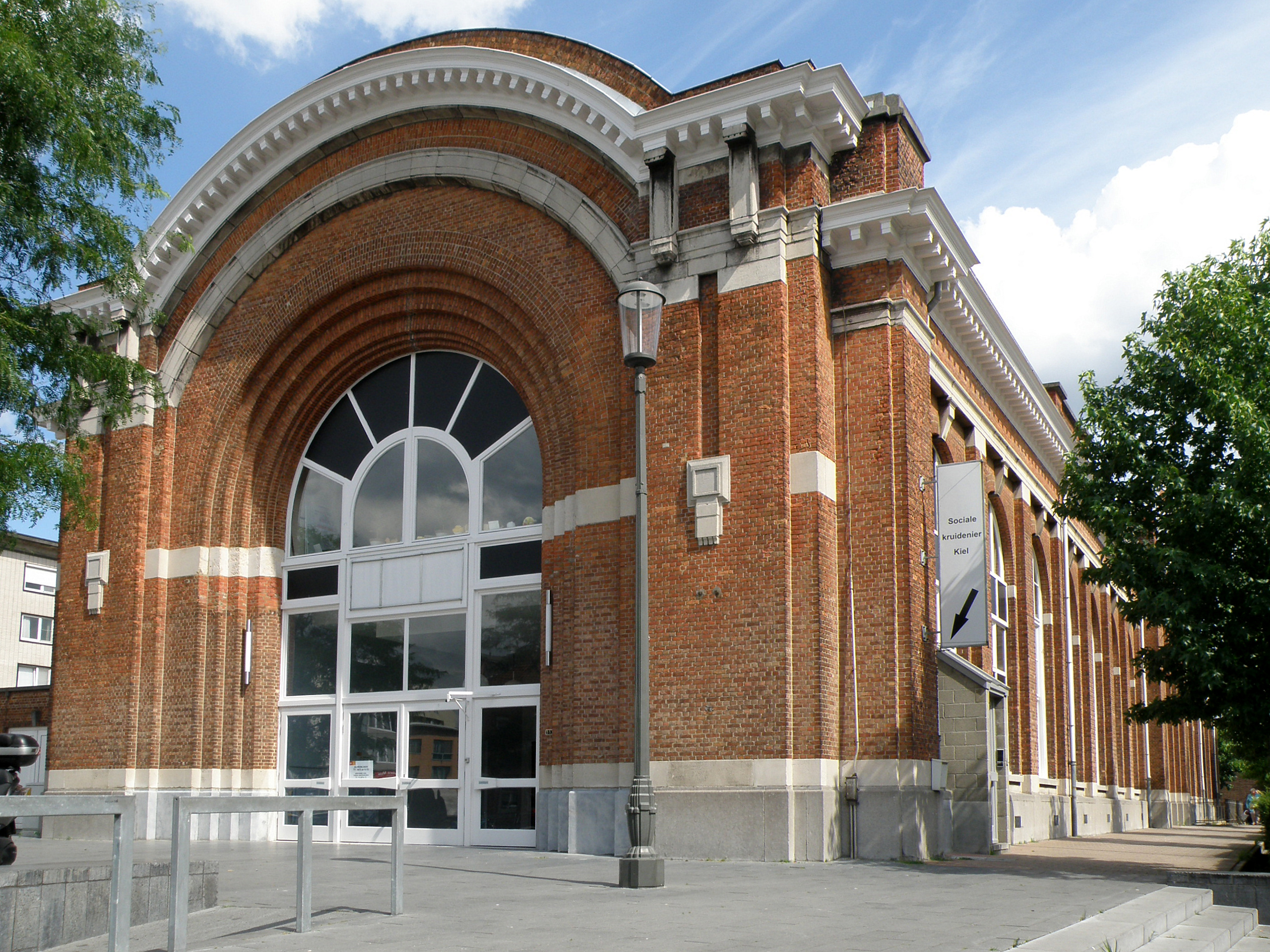
Stadsfeestzaal Kiel
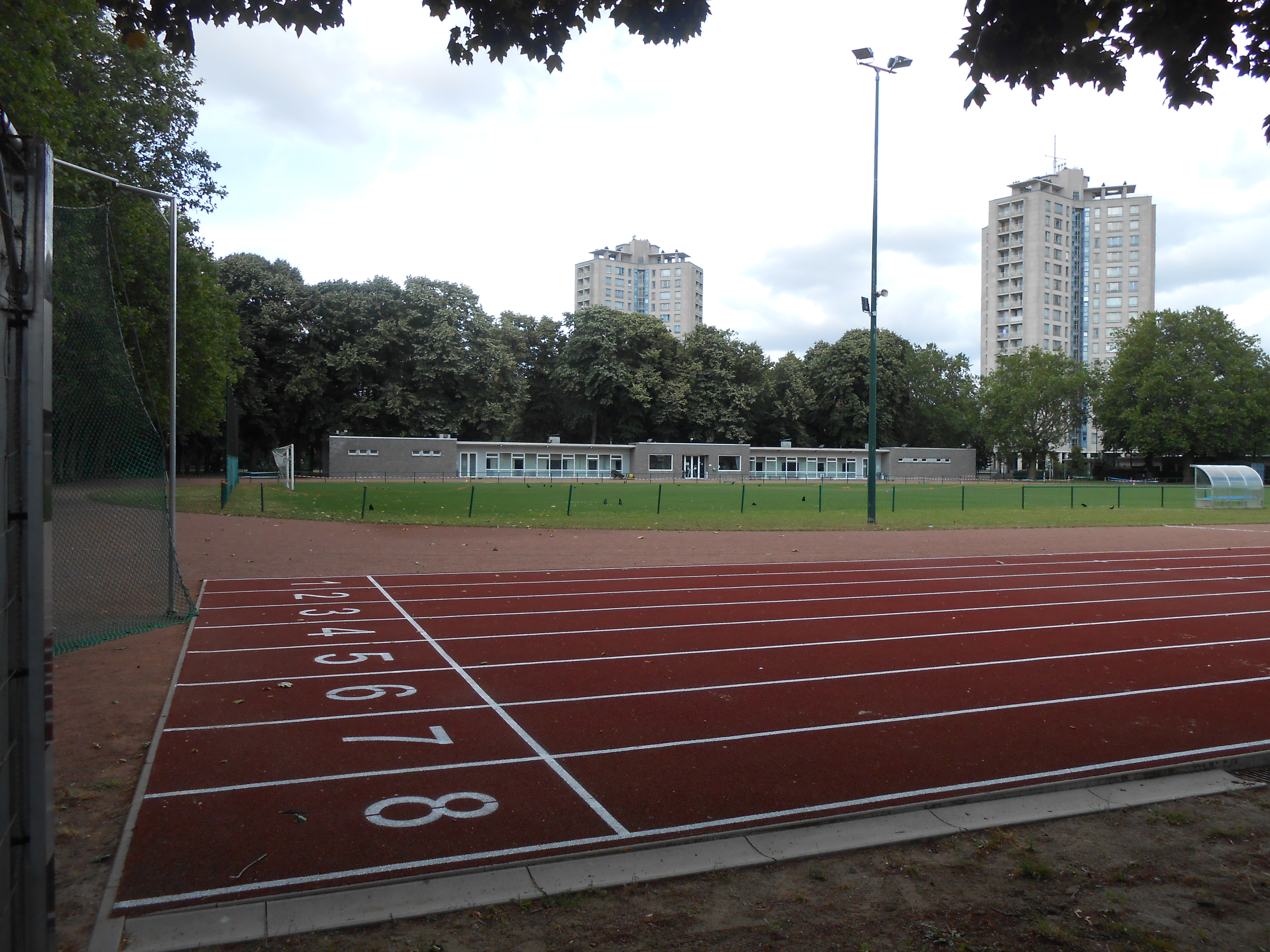
Kielpark sportvelden
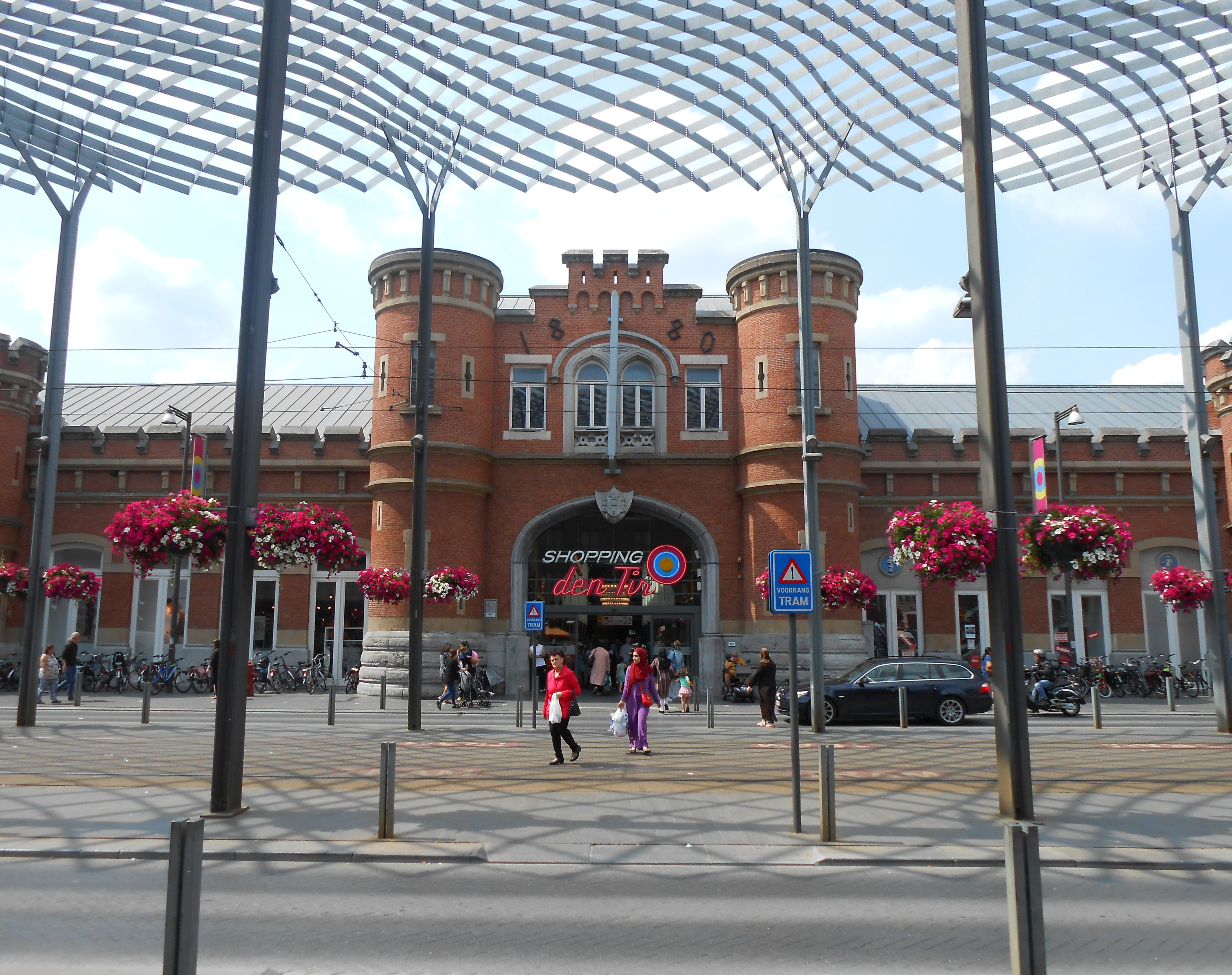
Den Tir: Haupteingang
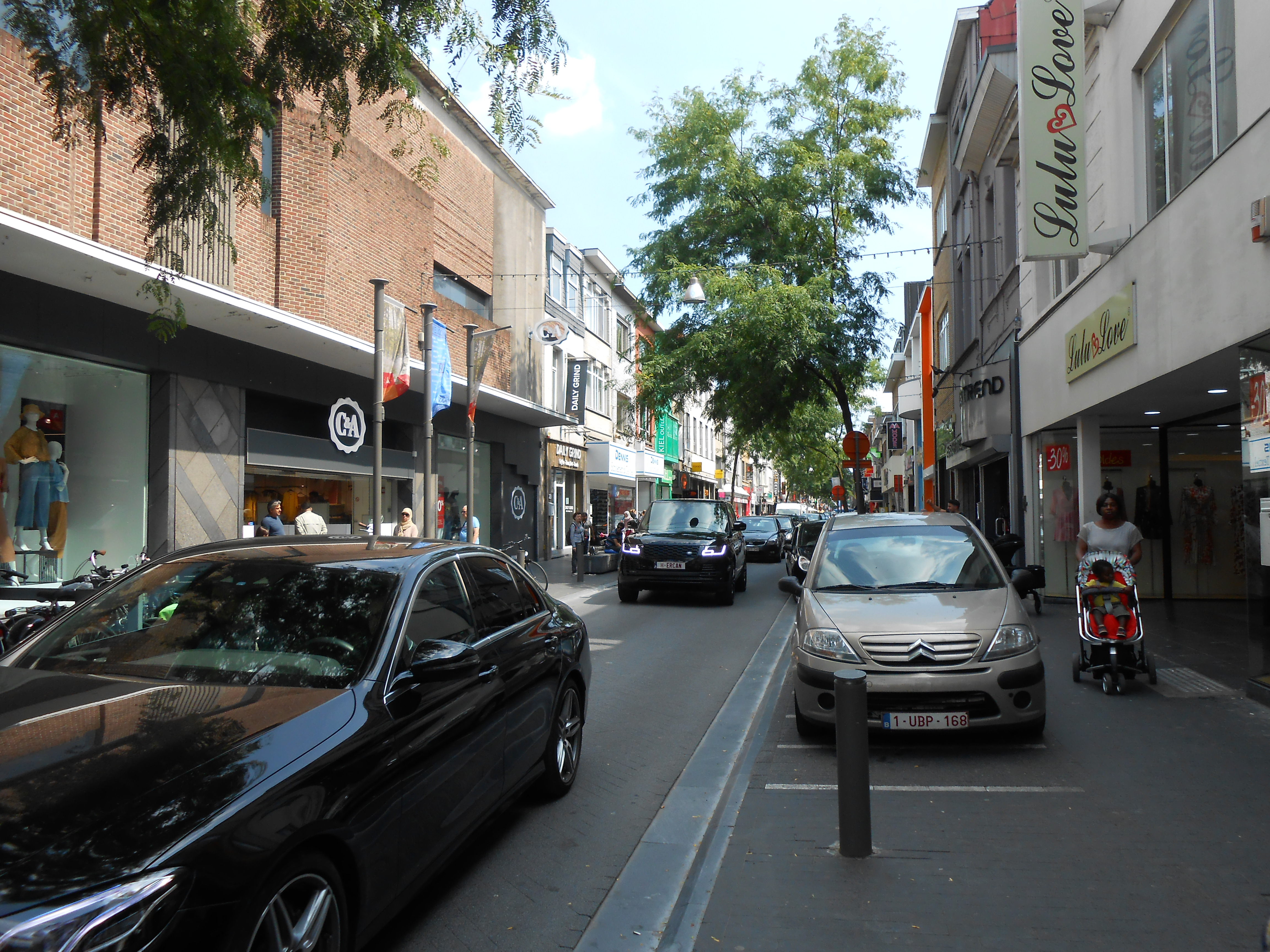
Abdijstraat (Einkaufsstraße)
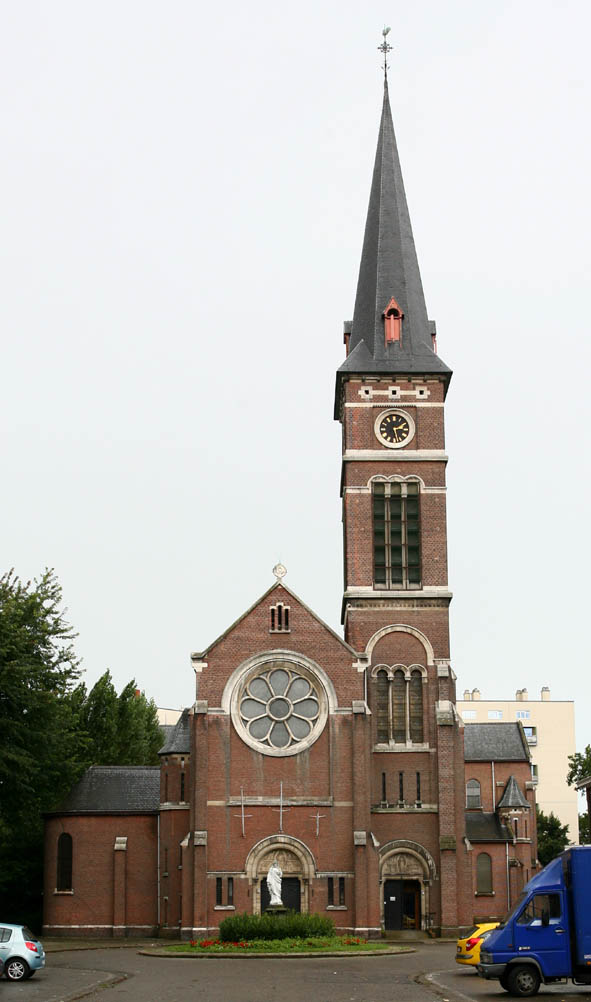
St. Katharinakirche

## Transport
Kiel verfügt über zwei Bahnhöfe, darunter den Bahnhof Antwerpen-Kiel und den Bahnhof Antwerpen-Zuid an der Grenze zum Bezirk Zuid-Brederode.
Der Bezirk ist über die Linien 2, 4, 6 und 10 der Straßenbahn Antwerpen mit der Kernstadt Antwerpen als auch mit dem Bezirk Hoboken verbunden.

## Söhne und Töchter der Stadtteil
- Hubert Lampo (1920–2006), Schriftsteller
- Gene Bervoets (1956), Schauspieler
- Saïd Boumazoughe (1987), Schauspieler
- Radja Nainggolan (1988), Fußballspieler